# Bartosz Piasecki
Pour les articles homonymes, voir Piasecki.
Bartosz Piasecki (né le 9 décembre 1986 à Tczew, Pologne) est un escrimeur norvégien pratiquant l'épée. C'est le fils de l'escrimeur et entraîneur polonais Mariusz Piasecki. Il est qualifié à titre individuel pour les Jeux olympiques de 2012 où il remporte la médaille d'argent derrière le Vénézuélien Rubén Limardo.